# Борищенко, Виктор Петрович
Виктор Петрович Борищенко  (4 февраля 1914, Харьков — 14 июля 1996, Киев) — украинский певец (лирико-драматический тенор), Народный артист  Украинской ССР
  (1951).
Родился в Харькове в семье рабочего. Работая слесарем, учился в вечернем институте инженеров железнодорожного транспорта и в музыкальной студии при Доме культуры железнодорожников. С 1933 — солист студии при Харьковском театре оперы и балета. С 1935 — солист Киевского театра оперы и балета. С 1962 режиссёр-ассистент Украинского театра оперы и балета.
Член КПСС с 1946.
Главные партии: Богун («Богдан Хмельницкий» Данькевича), Петр, Андрей («Наталка Полтавка», «Тарас Бульба» Лысенко), Гвидон («Сказка о царе Салтане» Римского-Корсакова), Фауст («Фауст» Гуно), Еник («Проданная невеста» Сметаны), Пьер («Война и мир» Прокофьева) и др.
Скончался 14 июля 1996 года в Киеве.

## Награды
- орден Трудового Красного Знамени (30.06.1951)
- медали